# كبد (لحج)
كبد هي إحدى قرى الجمهورية اليمنية. تتبع جغرافيا لمحافظة لحج و إداريًا لمديرية يافع. يبلغ تعداد سكانها 958 نسمة حسب الإحصاء الذي أجري عام 2004.